# Шахти
 Тази статия е за град Шахти.  За множествено число Шахти (Шахта ед. число) вижте Шахта.  
Шахти (на руски: Шахты) е град от Русия в Ростовска област разположен на река Грушевка. Населението му през 2012 година е 238 500 души. Жителите на града се наричат шахтинци. Той е втори по площ (след Ростов на Дон) и трети по население (след Таганрог) град в Ростовска област.

## История
Основан през 1867 г. като селище със статут на град. От 1881 до 1921 г. градът е носил названието Александровск-Грушевски. От 1921 г. е преименуван в сегашното Шахти.
В съветско време е бил център на голяма промишленост. За известно време Ростовска област е била разделена на 2 – Ростовска и Каменска области, център на последната е бил град Шахти. От 1990-2000 г. икономическият упадък на града в частност се изразява в закриването на трамвайния (2001) и тролейбусния (2007) транспорт.